# Даглас A2D
Даглас A2D Скајшарк (енгл. Douglas A2D Skyshark) је био амерички ловац-бомбардер за операције са носача авиона из периода послије Другог свјетског рата. Производила га је фабрика Даглас.

## Развој
Занимање за турбоелисне моторе је порасло крајем Другог свјетског рата. То је донијело Дагласу уговор за прототип АД-1 Скајрејдера са турбоелисним мотором. Ова наизглед једноставна преправка није успјела јер је Алисон XT40 турбопроп имао двапут већу снагу од старог клипног мотора, што је захтијевало веће преправке конструкције.
Први лет прототипа је изведен 26. маја 1950. године. Конфугурација је била слична АД-1 али са великим детаљним измјенама. Проблеми су настали код механичког преноса до контра-ротирајућих пропелера и код самог мотора.
Произведено је укупно 10 пред-серијских авиона, а послије губитка 2 авиона у несрећама програм је прекинут.

## Наоружање
- Стрељачко: 4 топа 20 mm T31
- Бомбе: до 2495